# Петровская куртина Петропавловской крепости
Петровская куртина — памятник архитектуры. Расположен в Петропавловской крепости, соединяет Государев и Меншиков бастионы. Куртина прорезана Петровскими воротами, изначально — единственным парадным входом в крепость (остальные ворота были утилитарными).
Изначально все куртины крепости были земляными, в кирпиче их стали перестраивать с 1706 года (Петровская куртина построена в 1707—1708 годах), перестройка была завершена к 1740 году.
В 1779—1786 году эскарповые стены куртин, выходящих на юг, облицевали гранитом.